# Niemisjärvi (sjö i Norra Savolax)
Niemisjärvi är en sjö i Finland. Den ligger i kommunen Kiuruvesi i landskapet Norra Savolax, i den centrala delen av landet, 400 km norr om huvudstaden Helsingfors. Niemisjärvi ligger 99 meter över havet. Den är 5 meter djup. Arean är 4,18 kvadratkilometer och strandlinjen är 28,62 kilometer lång. Sjön  ingår i Vuoksens huvudavrinningsområde.   I omgivningarna runt Niemisjärvi växer i huvudsak blandskog.
I övrigt finns följande i Niemisjärvi:
- Akkosaari (en ö)
- Murronsaari (en ö)